# Ptygura kostei
Ptygura kostei är en hjuldjursart som beskrevs av José de Paggi 1996. Ptygura kostei ingår i släktet Ptygura och familjen Flosculariidae. Inga underarter finns listade i Catalogue of Life.